# Hiren's BootCD
Hiren's BootCD(HBCD)는 파티셔닝 에이전트, 시스템 성능 벤치마크, 디스크 복제 및 이미징 도구, 데이터 복구 도구, MBR 도구, 바이오스 도구 및 다양한 컴퓨터 문제를 대처하는 유틸리티들과 같은 수많은 진단 프로그램들을 포함하고 있는 부팅 가능 소프트웨어 CD이다.

## 라이선스 문제
버전 11.0 이전에 Hiren's BootCD는 여러 상용 제품들을 포함하였다. 10.6 버전에서 17개가 릴리스 노트에 나열되었다. 눈에 띄는 것으로는 아크로니스 트루 이미지, 노턴 고스트, 아크로니스 디스크 디렉터, 파라곤 파티션 매니저가 있다. (원래 있었던 파티션 매직 프로는 버전 10.5에서 이미 대체되었음) 상용 애플리케이션을 시작하기 위해서 사용자는 라이선스 보유자여야 하지만 이러한 언급에 대한 확인은 이루어진 적이 없다.
버전 11.0에서, 오직 3개만 남은 상태이다:
1. 미니 윈도우 98
2. 미니 윈도우 XP
3. MS-DOS 유틸리티 모음

## 지원되는 기능
- 파티션 도구
- 백업 및 복구
- 안티바이러스 도구
- 테스트 도구
- 암호 도구
- 미니 윈도우 XP

## 같이 보기
- 라이브 CD
- 라이브 USB
- 윈도우 투 고